# Hiranyagowdanahalli, Mulbagal
Hiranyagowdanahalli là một làng thuộc tehsil Mulbagal, huyện Kolar, bang Karnataka, Ấn Độ.